# 天神魔煞
《獵魔教士》（英語：Priest）是一部2011年出品美國科幻恐怖動作片，由史葛·史超活執導，改編自韓國漫畫家邢民友的漫畫《Priest》。

## 劇情
故事背景設定在人類和吸血鬼經過長時間的血腥爭鬥，吸血鬼的速度和力量驚人，因此難以消滅。世界幾乎被破壞殆盡，形成一個神權政治的社會制度，稱為「教會」。他們建造巨大的城池，為了保護人類而培養一群能力非凡的「教士」，教士的出現消滅了大多數的吸血鬼，並將殘餘的藏在保護區中。隨著戰爭結束，神職人員擔心教士獨攬政權因而解散他們，使得他們只能待在外圍牆的城市勉強維持生活。教會的權力掌控了整個聖市和人們的思想，「違背教會就是違背上帝」，這樣的想法被深深地注入人們的想法。
當教會不再能提供子民庇護，一名菁英教士（保羅·彼特尼飾）為拯救遭吸血鬼軍團綁架的女兒，不惜和教會反目，聯手跟一名警長（坎吉·甘特飾）追查吸血鬼集團，他對付惡魔的唯一方法是將他們趕盡殺絕，碎屍萬段。

## 演員
- 保羅·彼特尼 飾 教士（主角）
- 卡爾·厄本 飾 黑帽人
- 凱姆·吉甘特 飾 希克斯
- Maggie Q 飾 女教士
- 莉莉·柯林斯 飾 露西·佩斯
- 布拉德·道里夫 飾 推銷員
- 斯蒂芬·莫耶 飾 歐文·佩斯
- 克里斯多夫·柏麥 飾 Monsignor Orelas
- 艾倫·戴爾 飾 Monsignor Chamberlain
- Mädchen Amick 飾 夏儂·佩斯
- Jacob Hopkins 飾 男孩
- Dave Florek 飾 Crocker
- Joel Polinsky 飾 Dr. Tomlin
- Josh Wingate 飾 Familiar
- John Griffin 飾 Familiar in the Crypt

## 外部連結
- Box Office Mojo上《天神魔煞》的資料（英文）
- 互联网电影数据库（IMDb）上《天神魔煞》的资料（英文）
- 爛番茄上《天神魔煞》的資料（英文）
- Metacritic上《天神魔煞》的資料（英文）
- AllMovie上《天神魔煞》的资料（英文）